# Florent Bohez
Florent Bohez, né le 19 janvier 1941, est un footballeur international belge actif principalement durant les années 1960. Il joue durant toute sa carrière au Royal Antwerp Football Club, où il occupe le poste de défenseur.

## Carrière en club
Florent Bohez fait ses débuts avec l'équipe première de l'Antwerp en 1959, à l'âge de 18 ans. En quelques saisons, il s'installe dans le onze de base de l'équipe. Le club termine troisième en 1962 et deuxième un an plus tard mais il rentre ensuite dans le rang. Malgré les résultats moins bons du club en championnat, Florent Bohez est convoqué à trois reprises en équipe nationale durant l'année 1967. Malheureusement pour l'Antwerp, il est l'arbre qui cache la forêt et le club ne peut éviter la relégation en 1968, la première de son histoire, alors qu'il venait de disputer sa quatrième campagne consécutive en Coupe des villes de foires.
Malgré la descente en Division 2, Florent Bohez reste fidèle à ses couleurs et aide l'équipe à remonter parmi l'élite après deux saisons. Il continue à jouer en première division jusqu'en 1973 quand il décide de mettre un terme à sa carrière de joueur à 32 ans.

### Statistiques
| Saison                | Club                  | Championnat           | Championnat | Championnat | Coupe(s) nationale(s) | Coupe(s) nationale(s) | Compétition(s) continentale(s) | Compétition(s) continentale(s) | Compétition(s) continentale(s) | Total | Total |
| Saison                | Club                  | Division              | M.          | B.          | M.                    | B.                    | Comp.                          | M.                             | B.                             | M.    | B.    |
| 1959-1960             | R. Antwerp FC         | Division 1            | -           | -           | 0                     | 0                     | -                              | 0                              | 0                              | 0     | 0     |
| 1960-1961             | R. Antwerp FC         | Division 1            | -           | -           | 0                     | 0                     | -                              | 0                              | 0                              | 0     | 0     |
| 1961-1962             | R. Antwerp FC         | Division 1            | -           | -           | 0                     | 0                     | -                              | 0                              | 0                              | 0     | 0     |
| 1962-1963             | R. Antwerp FC         | Division 1            | -           | -           | 0                     | 0                     | -                              | 0                              | 0                              | 0     | 0     |
| 1963-1964             | R. Antwerp FC         | Division 1            | -           | -           | -                     | -                     | -                              | 0                              | 0                              | 0     | 0     |
| 1964-1965             | R. Antwerp FC         | Division 1            | -           | -           | -                     | -                     | C3                             | -                              | -                              | 0     | 0     |
| 1965-1966             | R. Antwerp FC         | Division 1            | -           | -           | -                     | -                     | C3                             | -                              | -                              | 0     | 0     |
| 1966-1967             | R. Antwerp FC         | Division 1            | -           | -           | -                     | -                     | C3                             | -                              | -                              | 0     | 0     |
| 1967-1968             | R. Antwerp FC         | Division 1            | -           | -           | -                     | -                     | C3                             | -                              | -                              | 0     | 0     |
| 1968-1969             | R. Antwerp FC         | Division 2            | -           | -           | -                     | -                     | -                              | 0                              | 0                              | 0     | 0     |
| 1969-1970             | R. Antwerp FC         | Division 2            | -           | -           | -                     | -                     | -                              | 0                              | 0                              | 0     | 0     |
| 1970-1971             | R. Antwerp FC         | Division 1            | -           | -           | -                     | -                     | -                              | 0                              | 0                              | 0     | 0     |
| 1971-1972             | R. Antwerp FC         | Division 1            | -           | -           | -                     | -                     | -                              | 0                              | 0                              | 0     | 0     |
| 1972-1973             | R. Antwerp FC         | Division 1            | -           | -           | -                     | -                     | -                              | 0                              | 0                              | 0     | 0     |
| Total sur la carrière | Total sur la carrière | Total sur la carrière | 1           | -           | -                     | -                     | -                              | -                              | -                              | 1     | 0     |

## Carrière en équipe nationale
Florent Bohez compte trois convocations en équipe nationale belge, pour autant de matches joués. Il est appelé pour la première fois le 19 mars 1967, à l'occasion d'un match contre le Luxembourg comptant pour les éliminatoires de l'Euro 1968. Il joue deux autres rencontres cette année-là, un amical contre les Pays-Bas le 16 avril et un déplacement en Pologne le 21 mai, également dans le cadre des éliminatoires de l'Euro 1968.

### Liste des sélections internationales
Le tableau ci-dessous reprend toutes les sélections de Florent Bohez. Le score de la Belgique est toujours indiqué en gras.
| Date       | Compétition                        | Adversaire | Lieu       | Score | Remarque |
| ---------- | ---------------------------------- | ---------- | ---------- | ----- | -------- |
| 19/03/1967 | Éliminatoires Euro 1968 (Groupe 7) | Luxembourg | Luxembourg | 0-5   |          |
| 16/04/1967 | Match amical                       | Pays-Bas   | Anvers     | 1-0   |          |
| 21/05/1967 | Éliminatoires Euro 1968 (Groupe 7) | Pologne    | Chorzów    | 3-1   |          |